# ويليام بي س. بارتون
ويليام بي س. بارتون (بالإنجليزية: William P. C. Barton)‏ هو طبيب وأستاذ جامعي وجراح وعالم نبات أمريكي، ولد في 17 نوفمبر 1786 في فيلادلفيا في الولايات المتحدة، وتوفي بنفس المكان في 27 مارس 1856.